# Tereza Zimovjanová
Tereza Zimovjanová (19 de diciembre de 1995) es una deportista checa que compitió en acuatlón. Ganó una medalla de oro en el Campeonato Europeo de Acuatlón de 2014.

## Palmarés internacional
| Campeonato Europeo | Campeonato Europeo  | Campeonato Europeo | Campeonato Europeo |
| Año                | Lugar               | Medalla            | Prueba             |
| ------------------ | ------------------- | ------------------ | ------------------ |
| 2014               | Colonia ( Alemania) | Medalla de oro     | Individual         |